# NGC 487
NGC 487 este o galaxie spirală barată situată în constelația Balena. A fost descoperită în 28 noiembrie 1885 de către Francis Leavenworth. De asemenea, a fost observată încă o dată de către Herbert Howe.